# A5 (cohete)
A5 fue la denominación de una serie de cohetes alemanes construidos en 1938 por un equipo dirigido por Wernher von Braun y concebidos como banco de pruebas y modelo a escala de lo que sería el A4, más conocido como V2, el primer misil balístico del mundo.
El A5 usaba el mismo motor que el A3 (alimentado con oxígeno líquido y un 75% de alcohol) pero ya tenía la forma aerodinámica del A4 y un nuevo sistema de control. Se construyeron y lanzaron hasta 25 modelos del A5, algunos de los cuales volaron varias veces. La recuperación del cohete se hacía gracias a un sistema de paracaídas. Algunos modelos no llevaban sistema de propulsión y fueron construidos para pruebas de lanzamiento desde el aire. Los A5 se lanzaron en el periodo entre 1938 y 1942 desde Peenemünde y la isla de Greifswalder Oie.

## Lanzamientos
El primer A5 llegó a Peenemunde unas semanas después del fracaso del tercer lanzamiento del A3 y fue un modelo sin motor pensado para ser lanzado desde gran altura con el fin de alcanzar velocidades supersónicas en la caída y así probar la aerodinámica que luego utilizaría el V2. Este modelo pesaba 250 kg, medía 1,6 m de largo y tenía 20 cm de diámetro.
En el verano de 1938 se hicieron cuatro lanzamientos desde la isla de Greifswalder Oie sin el sistema de estabilización ni los paracaídas. En las pruebas se alcanzaron entre 8 y 12 km de altura.
En septiembre de 1938 comenzaron las pruebas del sistema de estabilización usándose gran cantidad de A5 a escala. Se trataba de modelos como el usado en las pruebas de caída libre, pero de solo 47 kg de peso, de los cuales 27 eran masa inerte. El propulsante consistía en un 85% de peróxido de hidrógeno combinado con permanganato de calcio como catalizador. El motor producía 120 kilopondios de fuerza durante 15 segundos, con una velocidad de los gases de escape de 1000 m/s. Como resultado de estas pruebas se diseñaron unas aletas estabilizadoras para el A4 más cortas y anchas que las usadas en los fallidos A3, aunque seguían teniendo problemas para mantener el control con vientos fuertes y tendían a hacer girar el cohete alrededor de su eje longitudinal.
En septiembre de 1939 tuvo lugar la primera prueba de caída libre de un A5. Fue soltado por un bombardero He-111 desde 7000 metros de altitud. Rompió la barrera del sonido a los 1000 metros de altura, con una velocidad de 360 m/s. Las aletas estabilizadoras mantuvieron la oscilación máxima del cohete dentro de 5 grados respecto de la vertical. El cohete deceleró hasta 100 m/s tras liberar el paracaídas de frenado y tras soltar el paracaídas principal frenó hasta los 5 m/s, cayendo al mar.
En octubre de 1939 se hicieron tres lanzamientos desde Greifswalder Oie para probar el nuevo sistema de control, fabricado por Siemens. El primero fue un lanzamiento vertical, alcanzando 7 km de altura en 45 segundos, momento en que el motor se quedó sin propulsante. Los paracaídas de frenado y principal funcionaron correctamente, con lo que el cohete cayó al mar (el cohete tenía capacidad para flotar durante dos horas antes de que el agua que entraba en los tanques vacíos lo hundiera) y fue recuperado por una lancha. El segundo lanzamiento fue prácticamente idéntico al primero. Con el tercero se probó por primera vez la maniobra de cabeceo necesaria para el A4, que funcionó perfectamente: el cohete inició el cabeceo a los 4 segundos del lanzamiento, llegando a los 5 km de altura y a 6 km de distancia, cayendo al mar y siendo posteriormente recuperado.
Las pruebas siguieron con cinco lanzamientos más, todos exitosos, en los que se usaron controles giroscópicos y paracaídas, alcanzándose entre 12 y 18 km de altitud.

## Características
- Empuje: 15.000 kN
- Masa: 900 kg
- Diámetro: 0,78 m
- Longitud: 5,82 m